# Estación multimodal Seminario Mayor
La Estación Multimodal Seminario Mayor es un complejo de transporte urbano de la ciudad de Quito, ubicada en la parroquia Belisario Quevedo al centro-occidente de la urbe. Al tener el carácter de intermodal o integradora, la estación cumple la función de interconectar diferentes sistemas de transporte de la ciudad, como los corredores Sur Occidental y Central Norte y el Metro de Quito, además de autobuses alimentadores que se desplazan hacia los barrios aledaños de difícil acceso. Esta estación transporta más de 220.000 pasajeros al día.
Toma su nombre del Seminario Mayor San José, una entidad de estudio para los novicios de la iglesia católica, que se levanta frente a la estación, sobre la avenida América.
A esto se suman los pro yectos de mejoramiento de aceras, bulevares y la Bici-Q este cambio arquitectónico de la estación complementa con el bulevar de la Colón y rescata iconos arquitectónicos como el Seminario Mayor y Radio Católica
Según William Torres usuario de la parada dijo estar contento con esta nueva infraestructura porque ayuda al entorno urbanístico y son más acogedoras y seguras.

## Ubicación
El complejo está ubicado en el centro-occidente de la ciudad, sobre la avenida América (cruce con Colón). Alrededor se levantan el Palacio de la Nunciatura Apostólica (actual Radio Católica Nacional), el Seminario Mayor San José y la Universidad Central del Ecuador, que se encuentra pocos metros hacia el sur.

## Construcción
La Estación Multimodal Seminario Mayor forma parte del proceso constructivo de la Fase 1 del Metro de Quito y, junto con la estación El Labrador, serán las primeras infraestructuras 2017. El proyecto dio inicio en el 2020, con la donación del terreno por parte del Municipio de Quito, con lo que se procedió a derrocar las instalaciones Estación en ambos sentidos que allí funcionaban para dar paso al desarrollo de las obras.La Empresa Pública Metropolitana de Movilidad y Obras Públicas, Epmmop, trabaja en la construcción de la parada de la Plaza Marín del Sistema Integrado Trolebús. Cuya inversión es de aproximadamente 238 mil dólares.
En cuanto a la infraestructura, la parada definida como Estación Multimodal Seminario Mayor, mantendrá los componentes y características del conjunto de paradas habilitadas, es decir, estructura de vidrio transparente, tres puertas de ascenso y descenso automatizadas, techo verde, cabina de recaudación, además contendrá los elementos de accesibilidad inclusiva como el piso podo táctil, placas braille de acceso, pasamanos, rampas, descansos, tornos, y los complementos de iluminación led, mapa áptico y pantallas informativas. En el año 2020 se realizó comenzó la derrocacion de la antigua parada para dar paso a la nueva parada para que se las ve largas y con más espacio. La transparencia de los cristales permite fijarse lo que sucede en el interior. Por dentro, la luz led que se enciende a las 18:00, brinda más seguridad. Una sensación que se refuerza con las cámaras de vigilancia y la nueva señalización, Embarques de doble sentido.Además, las renovadas estaciones también cuentan con accesos podo táctiles para personas con discapacidad, red wifi y techos ecológicos y una nueva interconexion con el metro de Quito utilizando sus entradas tanto dentro y fuera de la misma estación. El cambio era necesario para que las estación sean más amplia y puedan recibir a más de 80 ubidades. 
Operativamente esta estación permite una mejor distribución de la demanda entre los autobuses que conforman las líneas alimentadoras y línea troncal del Corredor Central Norte, lo que se refleja en una operación más eficiente. Además se integra físicamente con el Corredor Sur Occidental.
La accesibilidad es segura ya que cuenta en sus extremos con señalización horizontal y vertical como son: semáforos, pasos cebra y demás componentes que precautela la seguridad de los peatones.
La construcción de la estación Seminario Mayor se ha realizado con la participación de microempresarios y artesanos, a través de las ferias inclusivas con el apoyo de CONQUITO. Estas acciones, además de ofrecer un soporte y apoyo continuo a los pequeños productores, sin duda ayudan en la construcción de una ciudad incluyente y solidaria.
Con la puesta en operación de la Estación Seminario Mayor se obtiene los siguientes beneficios:
Cobertura: Mayor accesibilidad al sistema integrado de transporte.
Integración: Actualmente los usuarios tendrán la integrarse física y no tarifariamente con los destino sector norte o sur, que son parte del Corredor Sur Occidental.
Seguridad: Ofrece una accesibilidad segura para el servicio de transporte público, a través de la integración con el paso peatonal existente. Adicionalmente, la estación provee de forma continua servicio de seguridad física.
Comodidad: Mejores condiciones para el uso del transporte público. Espacios cerrados y confortables, con protección ante variaciones climáticas.
Estas acciones, durante los últimos tres años, ha incrementado la cantidad de usuarios que se transportan en el Sistema Municipal de Transporte Metrobús-Q, de 560.000 a 900.000 usuarios por día (60%). y después del el año.
En el año 2023 en la administración de ex alcande Santiago Garderas entregó la nueva estación multimodal de doble entido y esto se aprego con las paradas del trolebús algo modero en ella se puede conectar con las unidades del los corredores sur occidental y central norte que brianda servicio tanto al norte como al sur de la ciudad. Además cuentan con la integración del metro de Quito que cuenta con dos entradas fueras de la estación en ambos entidos por la Av.América y  una entrada e ascensor dentro de ella.

## Servicios
La estación tiene dos accesos: el primero en la Av.América y Av.Colon entrada al corredor Sur Occidental, Av.América y Av. La Gasca , y los otros dos desde el interior de la estación subterránea. Además posee andenes que permiten la ubicación de terminales para buses convencionales o BRT, aceras para facilitar el desplazamiento de los pasajeros hacia las calles aledañas, amplios espacios verdes y peatonales integrados al parque que también se construyó, alumbrado público, señalización, sistemas de seguridad para los usuarios y otros servicios adicionales.

### Sistemas integrados
Los siguientes sistemas usan la estación como su destino principal de transferencia:
- Corredor Central Norte
- Corredor Sur Occidental, que utiliza la estación como parada de integración.
- Metro de Quito, mediante la estación subterránea Universidad Central

Mientras que los siguientes la usan, o se prevé como centro de interconexiones a sus respectivos sistemas:
- Corredor Central Norte
- Corredor Sur Oriental
- Autobuses público-privados.

## Sistemas integrados
En la estación operan dos sistemas que usan el complejo como lugar de transferencia entre sí:
- Corredor Sur Occidental:
  - T1, Quitumbe - Seminario Mayor
- Corredor Central Norte:
  - C1, La Ofelia - Seminario Mayor
  - C2, La Ofelia - Playón de la Marín

La estación cuenta con un ingreso directo hacia la estación Universidad Central de la Línea 1 del Metro de Quito.
Además, caminando unas pocas cuadras hacia el oriente por el Bulevar Colón se puede acceder a la parada Colón del Corredor Trolebús, que avanza hacia el centro histórico por la avenida 10 de Agosto, y desde allí hacia el sur de la ciudad por la avenida Maldonado.

## Estaciones

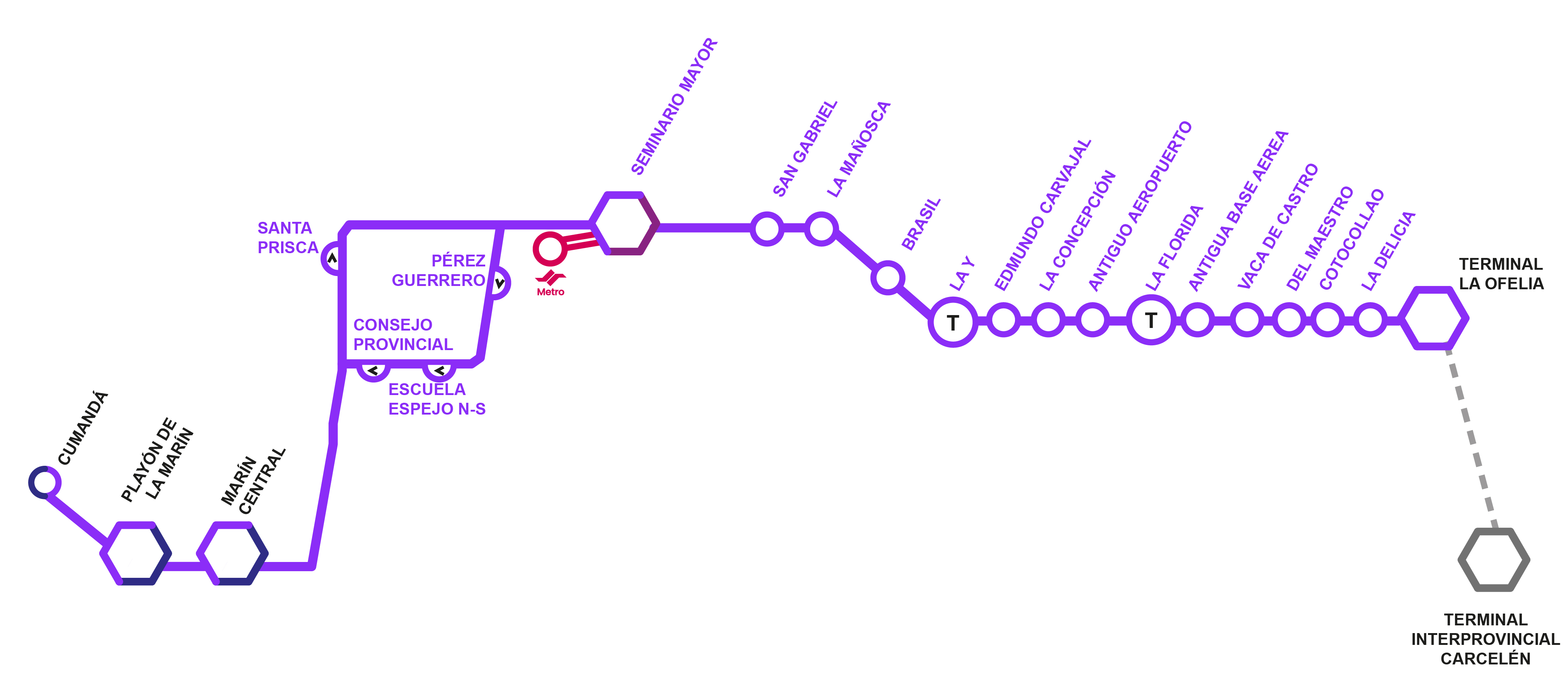
Mapa del Corredor Central Norte

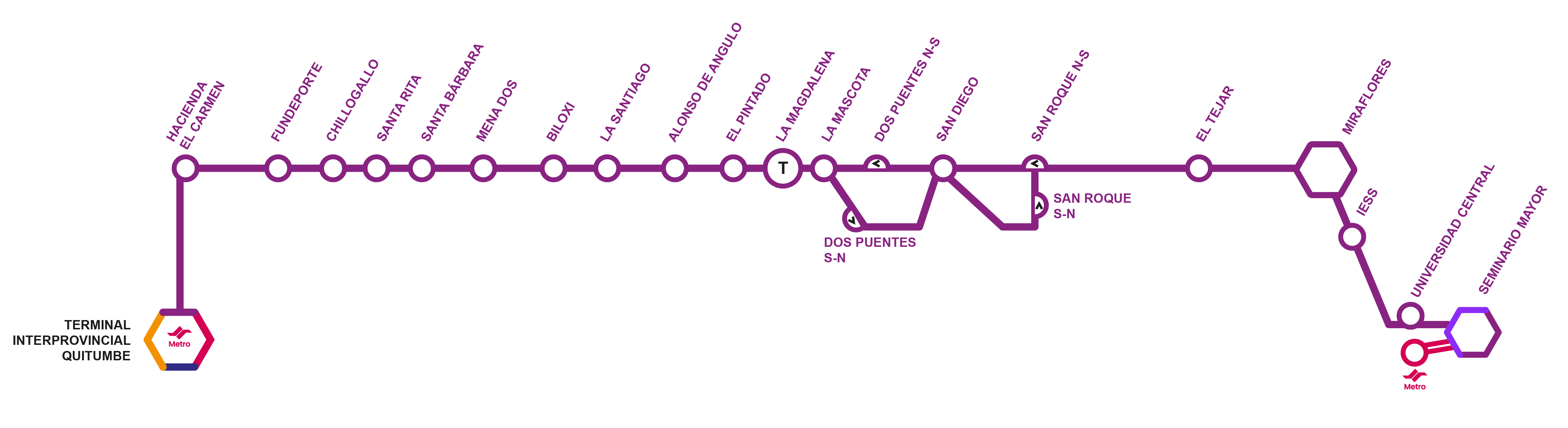
Mapa del Corredor Sur Occidental

| Leyenda                                                    |
| ---------------------------------------------------------- |
| Servicio 24 horas                                          |
| Servicio 05:30 - 22:00                                     |
| Accesiblidad para personas con discapacidades              |
| Información                                                |
| N Únicamente hacia el norte                                |
| S Únicamente hacia el sur                                  |
| N/S Las estaciones hacia el norte y el sur están separadas |
| Baños                                                      |
| Wifi gratuito                                              |
| Restaurantes                                               |
| Integración con Metro de Quito                             |

| CORREDOR CENTRAL NORTE                    | CORREDOR CENTRAL NORTE | CORREDOR CENTRAL NORTE | CORREDOR CENTRAL NORTE     |
| Estación                                  | Tipo                   | Estado                 | Servicios                  |
| ----------------------------------------- | ---------------------- | ---------------------- | -------------------------- |
| Terminal La Ofelia                        | integradora            | abierta                | Acceso para discapacitados |
| La Delicia                                | parada                 | abierta                | Acceso para discapacitados |
| Cotocollao                                | parada                 | abierta                | Acceso para discapacitados |
| Av. del Maestro                           | parada                 | abierta                | Acceso para discapacitados |
| Vaca de Castro                            | parada                 | abierta                | Acceso para discapacitados |
| Base Aérea                                | parada                 | abierta                | Acceso para discapacitados |
| Parada de Integración ''La Florida''      | parada                 | abierta                | Acceso para discapacitados |
| Antiguo Aeropuerto                        | parada                 | abierta                | Acceso para discapacitados |
| La Concepción                             | parada                 | abierta                | Acceso para discapacitados |
| Edmundo Carvajal                          | parada                 | abierta                | Acceso para discapacitados |
| Parada de Integración ''La Y''            | parada                 | abierta                | Acceso para discapacitados |
| Brasil                                    | parada                 | abierta                | Acceso para discapacitados |
| Mañosca                                   | parada                 | abierta                | Acceso para discapacitados |
| San Gabriel                               | parada                 | abierta                | Acceso para discapacitados |
| Estación Seminario Mayor                  | integración            | abierta                | Acceso para discapacitados |
| Pérez Guerrero                            | parada                 | abierta                | S                          |
| Hospital Carlos Andrade Marín             | parada                 | abierta                | N                          |
| Escuela Espejo                            | parada                 | cerrada                | Acceso para discapacitados |
| Consejo Provincial                        | parada                 | abierta                | S                          |
| Santa Prisca                              | parada                 | abierta                | N                          |
| Estación Multimodal Marin Central         | Parada                 | abierta                | Acceso para discapacitados |
| Terminal Microregional Playón de La Marín | Integración            | abierta                | Acceso para discapacitados |
| CORREDOR SUR OCCIDENTAL                   |                        |                        |                            |
| Estación                                  | Tipo                   | Estado                 | Servicios                  |
| Estación Seminario Mayor                  | Integración            | abierta                | Acceso para discapacitados |
| Universidad Central                       | parada                 | abierta                | Acceso para discapacitados |
| Hospital del IESS                         | parada                 | abierta                | Acceso para discapacitados |
| El Tejar                                  | parada                 | abierta                | Acceso para discapacitados |
| San Roque                                 | parada                 | abierta                | N/S                        |
| San Diego                                 | parada                 | abierta                | Acceso para discapacitados |
| Dos Puentes                               | parada                 | abierta                | N/S                        |
| La Mascota                                | parada                 | abierta                | Acceso para discapacitados |
| Parada de Integración ''La Magdalena''    | Integración            | abierta                | Acceso para discapacitados |
| El Pintado                                | parada                 | abierta                | Acceso para discapacitados |
| Alonso de Angulo                          | parada                 | abierta                | Acceso para discapacitados |
| La Santiago                               | parada                 | abierta                | Acceso para discapacitados |
| Biloxi                                    | parada                 | abierta                | Acceso para discapacitados |
| Mena 2                                    | parada                 | abierta                | Acceso para discapacitados |
| Santa Bárbara                             | parada                 | abierta                | Acceso para discapacitados |
| Santa Rita                                | parada                 | abierta                | Acceso para discapacitados |
| Chillogallo                               | parada                 | abierta                | Acceso para discapacitados |
| Fundeporte                                | parada                 | abierta                | Acceso para discapacitados |
| Hda. El Carmen                            | parada                 | abierta                | Acceso para discapacitados |
| Terminal Terrestre Quitumbe               | multimodal             | abierta                | Acceso para discapacitados |

## Circuito y Rutas Alimentadoras
| Corredor Central Norte  | Corredor Central Norte                                                                 | Corredor Central Norte                                     |
| Código                  | Línea                                                                                  | Empresa operadora                                          |
| ----------------------- | -------------------------------------------------------------------------------------- | ---------------------------------------------------------- |
| C1                      | T.La Ofelia - Estación Seminario Mayor - Parada Hospital ''El Iess''                   | Consorcio Central Norte                                    |
| C2                      | T.La Ofelia - Estación Seminario Mayor - Terminal Microregional ''Playón de la Marín'' | Consorcio Central Norte                                    |
| Corredor Sur Occidental |                                                                                        |                                                            |
| Código                  | Línea                                                                                  | Empresa operadora                                          |
| T1                      | T.Quitumbe - Estación Seminario Mayor                                                  | Latina, San Francisco, Setramas, Juan Pablo II, Secuatrans |
| R1                      | Cristo Rey - Chillogallo - Estación Seminario Mayor - Estadio Olímpico                 | Setramas                                                   |
| R2                      | La Dolorosa - Hospital del Sur - Estación Seminario Mayor - Estadio Olímpico           | Pichincha                                                  |
| R5                      | T.Quitumbe - Estación Seminario Mayor - La UTE - San Vicente de las Casas              | Disutransa                                                 |
| R14                     | La Isla - Estación Seminario Mayor - Las Casas                                         | Juan Pablo II                                              |
| R15                     | Mena 2 - Estación Seminario Mayor                                                      | San Francisco                                              |
| SM40                    | El Placer - Estación Seminario Mayor                                                   |                                                            |

## Circuito del Corredor Central Norte
- C1 Terminal La Ofelia - Estación Seminario Mayor - Parada Hospital El Iess
- C2 Terminal La Ofelia - Estación Seminario Mayor - Terminal Microregional Playon La Marin

## Rutas Intraterminales del Corredor Central Norte
- Terminal Terrreste de Carcelén - Terminal La Ofelia
- Estación Multimodal El Labrador del Metro de Quito y Trolebús  - Terminal La Ofelia (Corredor Central Norte).

## Rutas Intraterminales del Corredor Sur Occidental
- Terminal Terrreste de Quitumbe - Estación Seminario Mayor
- Terminal Terrreste de Quitumbe - Estación La Magdalena
- Terminal Terrreste de Quitumbe - Estación Guamani_Sur Ecovía